# Ермолаева, Любовь Иосифовна
Любо́вь Ио́сифовна Ермола́ева (13 января 1934, с. Омутинское, Тюменская область — 17 октября 2013, Омск) — российский театральный режиссёр и педагог. Основатель и художественный руководитель Омского драматического театра «Студия», Заслуженный работник культуры Российской Федерации, член Союза театральных деятелей Российской Федерации.

## Биография
Родилась в селе Омутинское Тюменской области. С детства мечтала стать актрисой. Вслед за старшей сестрой в 1951 году переехала в Омск и поступила в Омский сельскохозяйственный институт, на факультет молочной промышленности, где уже с первого курса начала играть в студенческом театре и стала ведущей актрисой этого театра. После окончания института в 1956 году некоторое время работала по специальности, но продолжала играть в театре.
В 1968 году заочно окончила Ленинградский институт культуры им. Н. К. Крупской по специальности режиссёр театрального коллектива. С 1966 года стала руководителем любительского Театра поэзии во Дворце культуры нефтяников. В его коллектив входили студенты вузов и работники нефтекомбината. Ставились поэтические спектакли по произведениям М. А. Светлова, А. Т. Твардовского, П. Н. Васильева. В это же время преподавала на факультете общественных профессий ОмСХИ сценическую речь и актёрское мастерство. Театр активно гастролировал и принимал участие в различных театральных фестивалях.
В 1989 году театр Ермолаевой получил статус театра-студии, а с 1991 стал муниципальным. В 1997 году получил свою постоянную прописку в здании бывшего Дома культуры «Строитель». Она была известна как исполнитель музыкальных композиций. Песня «Омские улицы» в её исполнении давно является неофициальным гимном Омска.
Скончалась 17 октября 2013 года в Омске. Похоронена на Старо-Северном кладбище Омска.

### Память
13 января каждого года труппа театра отмечает её День Рождения, как один из главных праздников.

## Семья
Сын Юрий — режиссёр пластического театра «Группа характеров» в ДК им. Малунцева, дочь Ирина — главный специалист отдела искусств Управления культуры Администрации города Омска.

## Признание и награды
- Орден Трудового Красного Знамени (1986)
- Заслуженный работник культуры РФ (1998)
- Лауреат премии «За честь и достоинство» (2002) театрального фестиваля «Золотой конёк»
- «Легенда омской сцены» областного фестиваля-конкурса «Лучшая театральная работа 2007 г.»